# Округ Бејтс (Мисури)
Бејтс (енгл. Bates County) је округ у америчкој савезној држави Мисури.

## Демографија
По попису из 2010. године број становника је 17.049, што је 396 (2,4%) становника више него 2000. године.
| Група             | 2000.          | 2010.          |
| Белци             | 16.114 (96,8%) | 16.296 (95,6%) |
| Афроамериканци    | 101 (0,6%)     | 150 (0,9%)     |
| Азијати           | 25 (0,2%)      | 27 (0,2%)      |
| Хиспаноамериканци | 179 (1,1%)     | 275 (1,6%)     |
| Укупно            | 16.653         | 17.049         |